# Симеон Николов (дипломат)
Вижте пояснителната страница за други личности с името Симеон Николов.
Симеон Танев Николов е български дипломат и публицист, експерт по международна сигурност, заместник-министър на отбраната през периода 2005 – 2008 г.

## Биография
Завършил е Техническия университет в Дрезден, ГДР.
Работил е в Министерството на външните работи, има 2 мандата в Германия – в посолството в Бон и в Берлин. Съветник е в дирекция „Координация и анализи“ в МВнР до 2001 г. Работил е като главен експерт по международна политика и сигурност при президента Георги Първанов (2003 – 2005).
По-късно участва в международни и национални конференции с доклади, изнася лекции. Автор е на 1 и съавтор на 4 книги. Има повече от 250 публикации в български и чуждестранни издания.
Редактира вестник за българите в чужбина в продължение на 7 години. Член е на Управителния съвет на Българското дипломатическо дружество и главен редактор на създаденото от него електронно издание „Експерт-БДД“ за анализи в областта на международната политика, сигурност и дипломация. Директор е на Центъра за стратегически изследвания в сигурността и международните отношения.
Член е на Атлантическия клуб и носител на неговата златна значка. Награден е от МО за съществен принос и заслуги към отбраната на страната. Удстоен е с отличието „Медал Провъсъдие Свобода и Сигурност 2007“ на МВР. Кавалер е на Ордена на Короната на Кралство Белгия.